# ラ・サール中学校・高等学校
ラ・サール中学校・高等学校（ラ・サールちゅうがっこう・こうとうがっこう）は、鹿児島県鹿児島市小松原に所在し、中高一貫教育を実施する私立男子中学校・高等学校。
高等学校において、中学校から入学した内部進学の生徒と高等学校から入学した外部進学の生徒との間で、第2学年から混合してクラスを編成する併設混合型中高一貫校である。
兄弟校に函館ラ・サール中学校・高等学校（北海道函館市）があり、区別するため鹿児島ラ・サールと称されることもある。
学生寮が併設されているが、全寮制ではなく自宅からの通学も可能である。

## 概要
フランシスコ・ザビエルの来日400周年に当たる1949年（昭和24年）頃、カトリックの鹿児島知牧区の男子校を設立したいという要請に、世界で1,300校余りの学校を経営するラ・サール修道会（正式名称：キリスト教学校修士会 Frère des Écoles Chrétiennes、本部：ローマ）が請ける形で1950年（昭和25年）にラ・サール高等学校を開校、1956年（昭和31年）にはラ・サール中学校を設立する。男子校であることと日本の教育理念を取り込んだ教育方針は地元の支持・支援を集めることとなる。早くから寮を設置、また地元にも専門の下宿があり（現在15軒）、全国から生徒を受け入れる。
初代校長であるマルセル=プティは、 "Best among the best" を掲げ社会に役立つ人格形成と能力の最大限の発揮を目指した。質実剛健かつ自由を重んじる学風であるとともに問題演習を基軸とした授業、頻繁に実施されるテスト、長時間の家庭学習の確保といった学習指導を展開し、生徒の自律的な学習を促している。
設立母体がカトリック系修道会であり、校長は設立から現在に至るまですべてラ・サール会の修道士である。質実剛健かつ自由を重んじている。後述するように、学校年間行事の多くは生徒が主体で運営を行う。教員の監督の下で生徒の自主性を尊重している部分も多い。

## 教育理念
キリスト教理念に基づいた道徳教育を行い人間性の育成を目指すことを掲げている。また、学校の大きな理念として「ラ・サール・ファミリー・スピリット」を掲げ、隣人愛の精神を養うことを目標としている。
教育方針
1. キリスト教の広く豊かな隣人愛の精神を養う。
2. 新時代の人間としての世界への広く正しい認識を培う。
3. 心と体と頭の調和の取れた、社会に役立つ人間を育てる。
4. ひとりひとりの能力を最大限に伸ばす[6]。

## 沿革
出典
- 1949年（昭和24年）
  - 11月 - ラ・サール高等学校設置認可[8]。
  - 12月 - 初代校長マルセル・プティ就任
- 1950年4月 - 鹿児島県鹿児島郡谷山町にラ・サール高等学校開校（職員14名、第2学年1学級、第1学年4学級、生徒数190人）[8]
- 1951年1月 - 講堂、理科教室竣工
  - 2月 - 学校法人ラ・サール学園設立認可
  - 9月 - ラ・サール生誕300年祭
- 1952年
  - 2月 - 第1回生卒業予餞式
  - 3月 - 海岸側校舎（現中学）竣工
- 1953年5月 - 寮舎竣工
- 1954年
  - 2月 - 第2代校長ブノワ・ブロンデン就任
  - 11月 - ブラザーハウス全焼
- 1955年9月 - 本館竣工
- 1956年
  - 3月 - ラ・サール中学校設置認可
  - 4月 - ラ・サール中学校併設開校（第1回生113名入学）[9]
- 1958年4月 - 第3代校長モーリス・ピカール（ブラザー・オーラス）就任
- 1959年
  - 3月 - 第1回中学校卒業式
  - 10月 - 本館（普通教室4）増築
- 1960年5月 - 創立10周年記念式典
- 1961年
  - 6月 - 中学校舎（普通教室4）増築
  - 9月 - 第4代校長ブラザー・アンドルー就任
- 1963年
  - 9月 - 理科教室鉄筋竣工
  - 10月 - 第5代校長大友成彦就任
- 1964年7月 - 水泳プール竣工
- 1965年
  - 3月 - 本館（普通教室2）鉄筋増築
  - 9月 - 天文台竣工
- 1966年
  - 3月 - カフェテリア竣工
  - 9月 - 校地2300坪 (7603㎡) 拡張
  - 11月 - 高校校舎（普通教室6、職員室、その他）焼失
- 1968年2月 - 高校校舎（普通教室15、職員室、校長室、その他）鉄筋4階建増築
- 1970年
  - 9月 - 創立20周年記念式典
  - 12月 - 高校西寮増築
- 1972年 - ラ・サール会総長チャールズ・ヘンリー来校
- 1975年
  - 4月 - 第6代校長モーリス・ピカール（ブラザー・オーラス）就任
  - 6月 - 創立25周年記念式典
- 1976年5月 - 聖ラ・サール胸像除幕式
- 1977年3月 - 体育館竣工、高校東寮増築
- 1980年5月 - 創立30周年記念式典
- 1981年12月 - 中学寮鉄筋4階建（現部室棟）竣工
- 1982年
  - 2月 - ラ・サール会総長パブロ・バステルチア来校
  - 12月 - 第7代校長大友成彦就任、本館（4階）中学校舎（3階）特別校舎（4階）鉄筋増改築、モーリス・ピカール学園葬
- 1983年9月 - ブラザー・グレゴリー学園葬
- 1984年5月 - 故モーリス・ピカールのレリーフ除幕式
- 1986年5月 - 聖母マリア像除幕式
- 1987年12月 - 中学寮自習室棟（現英語棟）竣工
- 1988年9月 - ラ・サール会総長ジョン・ジョンストンら来校
- 1989年（昭和64年/平成元年）
  - 8月 -「ラ・サール讃歌の歌碑」建立
  - 9月 - 新部室鉄骨二階建竣工（現新寮玄関付近、2013年解体）
- 1993年8月 - 第13回全国高等学校クイズ選手権にて優勝
- 1994年
  - 2月 - 寮木造平屋増改築（現テニスコート付近、2014年解体）
  - 12月 - 第一回クリスマスバスケットバザー
- 1995年4月 - 第8代校長ホセ・デルコス就任、技術家庭教室竣工
- 1996年11月 - 第2体育館改築（日立から買収、現新寮付近、2013年解体）
- 1997年3月 - 校内食堂（カフェ・ラ・サール）増改築
- 2001年8月 - 50周年記念会館（聖ヨセフホール）、中学6教室（c、d組）、高校3教室（A組）、会議室等竣工、新技術家庭科室竣工
- 2002年4月 - 情報教室整備
- 2006年9月 - 本館および理科館新築
- 2007年9月 - 第27回全国高等学校クイズ選手権で14年ぶり2度目の優勝
- 2013年
  - 1月 - 旧フットサルコート付近に新第二体育館竣工
  - 12月 - 旧第二体育館・英語棟・部室棟・テニスコート解体完了、新中学・高校寮竣工
- 2014年5月 - 新英語棟・部室棟改修完了（旧中学寮）、テニスコート竣工、正門改修
- 2016年4月 - 第9代校長ドミンゴ・ビヤミル就任（前校長）
- 2019年4月 - 中学寮の定員が344名から360名となる。
- 2025年4月 - 第10代校長アントニオ・クビヤス就任（現校長）

## 所在地・アクセス
- 鹿児島県鹿児島市小松原二丁目10-1

アクセス
- 鹿児島市電谷山電停より徒歩5分
- JR指宿枕崎線谷山駅より徒歩10分
- 鹿児島空港より空港連絡バスで50分、谷山電停バス停で下車徒歩1分
- 鹿児島中央駅より車で25分
  - 鹿児島県の私立男子中学校・高等学校としては最南端に位置し、公立校を含めても南から2番目に位置する[10]。

## 象徴

### 校歌
ラ・サール学園は校歌を定めていない（制定されたことはあるが、のちに廃れた）が、ジャン＝バティスト・ド・ラ・サールを讃える「ラ・サール讃歌」を校歌の代わりとしてさまざまな行事で歌うことになっている。これは、全世界のラ・サール会学校で同様である（ただし函館ラ・サールでは独自の校歌が設定されている）。

### 制服
着用義務（遠足などの例外を除く）のある制服がある。夏服と冬服が用意されているものの年中を通してどちらも着用可能で、敷地内の寮から通学する生徒が多い上に鹿児島の温暖な気候も重なり、実際に真冬であっても半袖のシャツを着用して通学する生徒が見られる。かつては制帽も存在したが、現在では廃止されている。また、以前生徒会において制服廃止に向けた動きが活発化し私服登校の実験期間が設けられたことがあったが、生徒からの反発が多く白紙となった経緯がある。
学生服は黒の詰襟で、右襟に校章・左襟に組章を付ける。組章は中高とも1年生が緑、2年生が白、3年生が臙脂色であり、クラスのアルファベットが象られている。中学生と高校生の区別は校章により可能である。

## 教育

### 編成
中学は1学年約180名・4学級、高校で約60名募集し1学年約240名・6学級を設ける。クラスは中学・高校ともにアルファベットで表されるが、中学は小文字、高校は大文字で表して区別している。高校1年生は中学からの内部進学組4学級（A～D組）と高校編入組2学級（E・F組）に分けられ、概ね11月までに両者の進度を合わせる。高校2・3年生は内部進学組と高校編入組を混合し、理系4学級（A～D組）と文系2学級（E・F組）に分けられる。校内では便宜的に中学から内部進学した生徒を中上がり（ちゅうあがり）、高校から新たに入学した生徒を新高（しんこう）と呼ぶ。

### 教育課程
授業はほとんどの課程で中学2年次までに中学課程の学習を修了し、高校1年次で高校2年の内容までを学習する。ブラザーによる授業が多くの学年で週に1時間ある。
英語圏出身のネイティブスピーカーの英語教員が常勤で6人おり、中学校ではコミュニケーションを重視した授業が週2時間、高校では東大をはじめとする難関大学の入試を念頭に置いた授業が週2時間ずつ行われる。外国人教員による授業は中学1年の初回から全て英語で進められ、この授業中は生徒同士であっても日本語の使用は一切禁止されている。
古文の授業は中学2年から、漢文の授業は中学3年から始まるが、中学1年では口語文法の授業が週2時間設けられている。
高2の段階から理科と地歴公民が選択制になる。理系は理科は化学が事実上必修で、物理と生物から1科目、地歴公民は日本史・世界史・地理・政経から1教科ないし1科目を選択する。文系は理科は物理基礎と生物基礎から1科目、化学基礎と地学基礎から1科目、地歴公民は日本史・世界史・地理から1教科1科目ないし2科目を選択する。
体育は中学1年から高校3年の12月末まで週3時間行われるが、高校1年では週1時間が武道が柔道と剣道の選択制で必修となっている。高校3年次では芸術の授業は行われない。
中学で「倫理」、高校で「聖書史」あるいは「人間学」の授業が週1回ずつ設けられていて、ブラザーが教壇に立つ。

中学1年次より毎週土曜日にも4時間の授業が行われる。また、中学3年からは8月末に1週間程度の午前授業が行われる（必修）。
国語の学習では作文や論文を書く力も重視しており、担当教員によっては中学3年で数人のグループによる小説の研究が課される。また、中学では毎年冬に弁論大会が行われ、1年生から3年生までの全員が冬休みに弁論の原稿を準備し、各クラスの予選で選抜された1名ずつ（計12名）が中学全校生徒の前で弁論を行い、国語科教員により優勝者が決定される。
また、ラ・サール学園の特徴としてはテストの多さが挙げられ、月に一度の定期考査に加えて高校1年次より開始する20分間の『朝テスト』が週3〜6回、高校2年次の2学期より開始する80分間の『週テスト』が週1回行われている。

## 学校行事
桜島一周遠行をはじめとして徒歩で行われる行事が非常に多く、年に2回ある遠足も登山であることが多い。また、クラスマッチは生徒会が主体となって年2～3回行われる。各年度3回目のクラスマッチ開催の有無については生徒会の判断に委ねられるが、生徒会長選挙の公約においてその実施を掲げる生徒会長候補が多く、実際にはほぼ毎年実施されている。
遠足などは現地集合・現地解散となることがある。

### 年間行事
- 4月 入学式、宿泊研修（中1）遠足（中2、中3、高1、高2）
- 5月 聖ラ・サールの日
- 6月 文化祭
- 7月 中2・高1（外部入学者）野外活動
- 9月 体育祭
- 10月 中3修学旅行
- 11月 クリスマスバケットバザー、物故者追悼式
- 12月 桜島一周遠行（高３以外）
- 1月 入学試験（中学・高校）
- 2月 高校卒業予餞式、弁論大会
- 3月 中学卒業式・中学高校終業式

### 文化祭
毎年6月の第1日曜日に高校2年生中心の文化祭実行委員会による運営で1日間実施される。午前中は中学はヨセフホールにてクラスごとの合唱や学年劇、希望した生徒による楽器演奏などが行われ、高校は体育館で行われる講演会に出席する。午後は中高各教室でクラスごとに準備されたものが行われ、校外からも多くの人が来校し大変な賑わいを見せる。高3文系クラスでは毎年2クラス合同で模擬出店が行われ、焼きそばやかき氷などを販売する。このほか、各部活動による出店やオーディションを通過したグループによるバンド演奏などが行われる。

### 体育祭
例年9月20日前後の日曜日に高校2年生中心の体育祭実行委員会による運営で実施される。校外からの来客者も多くマスコミにも度々取り上げられるなど、大変な盛り上がりを見せる。
当日は鹿児島県出身者中心の紅軍と福岡県や本州出身者中心の白軍に分かれて熱戦を繰り広げる。各軍には高校3年生主体の応援団があり、体育祭当日の昼食後に行われる応援合戦のために夏休み明けから体育祭までの1ヶ月弱にわたって合計100時間ほどの練習を行う。なお、応援団は体育祭終了後に丸刈りにすることを条件に当日のみ頭髪の染色や加工が許される。高3生にとっては体育祭が最後の大きな学校行事となる。

### クリスマスバスケットバザー
例年11月末の日曜日に高校2年生中心のクリスマスバスケットバザー実行委員会による運営と生徒ボランティア、母の会の協力によって実施される。生徒に参加の義務はないが、来場者数や予算規模などあらゆる面で大規模で、毎年200人を優に超える生徒が実行委員会に参加し、生徒の有志実行委員参加者数は文化祭よりも多い。当日は校外からも非常に多くの人々が訪れて盛り上がる。ただし、大学受験を間近に控えた高校3年生の参加は認められていない。例年300〜500万円程度の利益が出るが、全て国内外の児童施設や慈善団体などに寄付されている。

### 桜島一周遠行
毎年12月に高2以下全員参加で行われるイベント。生徒は市内にある火山島である桜島の外周約35kmを一周する。ペースは個人に任せられ、陸上部員を中心に速いペースで走る者もいるが、全コースにわたって歩く生徒もいる。火山島ということもあり海岸沿いながらアップダウンの多いルートであるが、毎年ほぼ全員が8時間以内に完走する。完走した生徒には母の会の協力でおにぎりとうどんがふるまわれる。なお、市街地から桜島へはフェリーで移動する。

## 部活動
部・同好会活動への参加が奨励されており、中学で9割以上、高校で7割以上の参加率となっている。部活動はテスト期間を除いて週6回程度行われる場合が多く、練習時間は限られているものの運動部・文化部ともに市大会や県大会で優秀な成績を収めているものがある。

### 全国高等学校クイズ選手権
全国高等学校クイズ選手権（通称、高校生クイズ）の常連校としても有名で、2013年8月現在全国大会出場回数は歴代2位の16回、全国大会決勝進出回数は5回と最多記録である。1993年の第13回大会で全国制覇を果たし、そして14年後の2007年の第27回大会で大会史上2校目となる2度目の全国制覇（14年ぶり2回目）を果たした（同大会では大会史上初の同一メンバーとして2年連続全国大会決勝進出）。このほか、第29回大会や第38回大会などで準優勝している。
また、全国高校生金融経済クイズ選手権（エコノミクス甲子園）においても第1回（2006年度）および第4回（2009年度）で優勝している。

### 課外活動
2018年に実施された第12回科学地理オリンピック日本選手権では本校の高校2年生が金メダルを受賞し、カナダのケベックで行われる国際地理オリンピック世界大会に日本代表4人の中の一員として派遣された。なお、この大会でメダルを受賞した64人のうち7人がラ・サール高校の生徒である。

## 大学進学実績
例年、東京大学をはじめとする難関大学や、医学部医学科に進学する生徒が多い。特に、医学部医学科への進学者数、進学率は全国でも上位である。

## 入試
毎年1月末に中学・高校それぞれ1日間ずつ実施されている。中学入試では国語・算数・社会・理科の4教科、高校入試では英語・国語・数学・社会・理科の5教科が課される。
寮を併設している上に校外での入試を一切行わないため、当日は首都圏など遠方からも大勢の受験生が訪れる。
入試の際、在学校が発行する調査書（内申書）を必要としない。ただし健康診断書（学校が発行するものでも、医療機関が発行するものでも可）を必要とする。

## 著名な関係者

### 政治・行政
- 米沢隆 - 衆議院議員（9期）、7期
- 宮路和明 - 衆議院議員（8期）、8期
- 中山成彬 - 第5-6代文部科学大臣、第10代国土交通大臣、衆議院議員（8期）、11期
- 野村哲郎 - 第67代農林水産大臣、参議院議員（4期）、11期
- 城島光力 - 第16代財務大臣、衆議院議員（4期）、14期
- 伊藤祐一郎 - 公選第16-18代鹿児島県知事、15期
- 稲村公望 - 日本郵政公社常務理事、第4代郵政事業庁次長、総務省政策統括官、15期
- 津村重光 - 第22-25代宮崎市長、宮崎県議会議員（4期）、15期
- 川村秀三郎 - 衆議院議員（1期）、第32代林野庁長官、16期
- 本田修一 - 志布志市長（初代-第3代）、有明町長（1期）、16期
- 松山良一 - 外交官、独立行政法人国際観光振興機構理事長、駐ボツワナ特命全権大使、イタリア三井物産社長、17期
- 森博幸 - 第20代鹿児島市長、17期
- 黒木雅文 - アジア海賊対策地域協力協定情報共有センター事務局長、外務省参与、19期
- 寺脇研 - 文部科学省大臣官房審議官、映画評論家、20期
- 河原畑徹 - 国土交通省九州運輸局長
- 古賀敬章 - 衆議院議員（2期）、山口県議会議員（2期）、21期
- 佐々木豊成 - 内閣官房副長官補、財務省理財局長、21期
- 福留泰蔵 - 衆議院議員（2期）、21期
- 丸山博 - 国土交通省国土交通審議官
- 中野雅之 - 厚生労働省労働基準局長、厚生労働省政策統括官（労働担当）、厚生労働省大臣官房政策評価審議官、財務省大臣官房審議官
- 吉田宏 - 第34代福岡市長、24期
- 岩屋毅 - 第153代外務大臣、第19代防衛大臣、衆議院議員（8期）、25期
- 石兼公博 - 外交官、国連大使、最高裁判事
- 関好孝 - 大牟田市長、26期
- 古川康 - 衆議院議員（2期）、公選第15-17代佐賀県知事、26期
- 打越明司 - 指宿市長、衆議院議員（1期）、鹿児島県議会議員、26期
- 冨永哲夫 - 国土交通省政策統括官
- 上野善晴 - 日本政策金融公庫代表取締役専務
- 木下敏之 - 第31-32代旧佐賀市長、27期
- 蒲原基道 - 第12代厚生労働事務次官
- 川内博史 - 衆議院議員（6期）、29期
- 内藤尚志 - 第19代総務事務次官、29期
- 中村格 - 第29代警察庁長官、警察庁次長、警察庁長官官房長、警察庁長官官房総括審議官、警察庁組織犯罪対策部長、菅義偉内閣官房長官秘書官、警視庁刑事部長
- 村田隆 - 内閣危機管理監、駐フィンランド大使
- 塩田康一 - 公選第20代鹿児島県知事、33期
- 奈尾基弘 - 中央労働委員会事務局長
- 古川禎久 - 第104-105代法務大臣、衆議院議員（7期）、33期
- 山口祥義 - 公選第18-20代佐賀県知事、33期
- 平嶋隆司 - 国土交通省大臣官房危機管理・運輸安全政策審議官、観光庁次長
- 逢阪貴士 - 第3代警察庁サイバー警察局長、内閣総理大臣秘書官、慶應義塾大学総合政策学部教授[13]
- 鬼木誠 - 衆議院議員（4期）、福岡県議会議員（3期）、40期
- 大岡敏孝 - 衆議院議員（4期）、静岡県議会議員（2期）、浜松市議会議員（1期）、40期
- 山川清徳 - 内閣参事官、熊本県企画振興部長
- 下鶴隆央 - 第21代鹿児島市長、鹿児島県議会議員（3期）、48期

### 学術
- 宮園浩平 - 医学者、東京大学特別栄誉教授
- 中島智章 - 建築史学者、工学院大学准教授
- 田村和大 - 推理作家、弁護士
- 井手英策 - 慶應義塾大学経済学部教授
- 多田隈理一郎 - ロボット研究者
- 新田英之 - 工学者
- 伊藤鉄英 - 膵臓病学医、国際医療福祉大学大学院医学研究科教授
- 片峰茂 - 長崎大学学長、国立大学協会副会長
- 瀧井一博 - 歴史学者、法制史学者
- 中窪裕也 - 法学者、一橋大学教授
- 中村昇 - 哲学者、中央大学教授
- 金久實 - 生命科学者・バイオインフォマティクス研究者、京都大学名誉教授
- 中釜斉 - 医学者、第3代国立がん研究センター理事長
- 針間克己 - 精神科医

### 経済
- 青野玄 - エスエルディー創業者
- 青柳俊彦 - JR九州社長
- 有馬利男 - 富士ゼロックス（現：富士フイルムビジネスイノベーション）社長
- 岡山和裕 - 日銀仙台支店長
- 片野坂真哉 - ANAホールディングス社長
- 木瀬照雄 - TOTO社長
- 北浜流一郎 - 株式アドバイザー
- 郡山史郎 - シンガー日本代表、ソニーPCL社長、ソニー顧問、小僧com社長
- 古賀信行 - 野村ホールディングス会長
- 末吉竹二郎 - 国際金融アナリスト
- 杉山健博 - 阪急電鉄社長
- 妹尾賢俊 - maneo創業者、Orb共同創業者、TRENDE社長
- 玉置浩伸 - ゴルフダイジェスト・オンライン共同創業者、九州大学客員教授
- 永瀬昭幸 - ナガセ創業者、東進ハイスクール設立者
- 西原一将 - 西原商会社長、日本サッカー協会副会長
- 東和浩 - りそなホールディングス社長
- 柳圭一郎 - NTTデータ代表取締役副社長
- 宮園雅敬 - 年金積立金管理運用独立行政法人理事長、企業年金連合会理事長、農林中央金庫代表理事副理事⻑兼経営管理委員
- 松村之彦 - 丸紅副社長CCO、駐エストニア大使
- 山元峯生 - 全日本空輸社長

### マスコミ
- 上田良一 - NHK会長、アジア太平洋放送連合会長、元三菱商事代表取締役副社長
- 信国一朗 - 元テレビユー福島代表取締役社長、元東京放送ホールディングス取締役、元TBSテレビ常務取締役、元WOWOW取締役（非常勤）、元報道記者
- 貴島誠一郎 - TBSプロデューサー
- 吉田裕二 - TBSプロデューサー
- 渡辺恒也 - フジテレビプロデューサー
- 中村昭治 - 元テレビ金沢アナウンサー、元テレビ朝日アナウンサー
- 崎山敏也 - TBSラジオ放送記者
- 岡田直敏 - 日本経済新聞社代表取締役社長
- 小牧次郎 - スカパーJSATホールディングス取締役、スカパー・エンターテイメント代表取締役社長
- 相澤冬樹 - ジャーナリスト、元NHK記者
- 柳田邦夫 - ジャーナリスト、雑誌編集者

### 芸能・アーティスト
- 川添象郎 - 音楽プロデューサー 9期途中転入、中退
- 中原俊 - 映画監督 19期
- ラサール石井 - タレント、お笑い芸人、俳優、演出家、参議院議員（1期） 23期
  - 芸名の「ラサール」は出身校である本校の校名に由来する
- 池畑慎之介 - 俳優、タレント 中学中退
- 武上純希 - 脚本家 23期
- 川下大洋 - 俳優、ナレーター、劇作家 26期
- 吉田大八 - 映画監督 31期
- 村上学（テスラは泣かない。）- ミュージシャン 54期
- STUTS - トラックメイカー、音楽プロデューサー
- 来賀友志 - 漫画原作者

### 安全保障
- 杉之尾宜生 - 戦史研究家、防衛大学校教授

### 教諭
- 松山晃士 - バスケットボール選手、ラ・サール学園寮教諭
- 中村明蔵 - 日本史学者、鹿児島国際大学名誉教授、ラ・サール高等学校元教諭
- 久山秀子 - 探偵小説家、ラ・サール高等学校元教諭

## 施設
中学生は校内で学年別に色分けされた指定のサンダルに履き替えて授業を受ける。高校生は外靴での受講が許可されている。なお、中学・高校ともにサンダルでの登下校は禁止されている（ただし下駄での登下校は可）。
敷地内にブラザーハウスと聖堂があり毎週金曜日にミサが行われ、希望者は自由に参加できる。

### 寮・下宿
遠方からの生徒は、寮・下宿で生活することになる。入寮生は毎年抽選で決まる（ほぼ全ての生徒が入寮できるが、人数の多い学年では定員の関係で抽選に溢れる生徒もいる）。校内に中学寮及び松風寮、高校1,2年生向けの高校寮である東寮・西寮が設置されていたが、2013年12月、旧第2体育館跡地に新寮が完成したのに合わせ、全ての寮の機能は新寮舎に集約された。スマートフォンなどの機器は持ち込むことはできない。

#### 新寮
旧寮の老朽化に伴い2013年12月に完成し、2014年1月より利用が始まった。かつて複数の建物に分散していた寮の機能が全て一つの建物に集約され、利便性や安全性が大幅に向上した。
食堂などの共用スペースが1階、生活スペースが2階から4階となっており、中学寮と高校寮は建物こそ同じものの、1階を除き内部で完全に区切られている。居室は旧寮と同じく中学が8人部屋、高校が個室となっており、中学高校共に各階自習室が設けられている。

#### 旧寮
8人部屋の中学寮（4階建て）と6人部屋の松風寮、高校1,2年生向けで個室の高校寮（東寮・西寮）が設置されていた。さらにその前は中学の寮は1980年までは中1から中3までの最大約100人が同室で暮らす部屋が複数あった。
かつて松風寮には高校から入学した高校1年生の一部が入寮したが、中学入学者が増えた際に中学生限定の寮となった。
なお、2013年の新寮の完成に伴い、中学寮は英語棟と部室棟に改装された。その他の建物は全て取り壊され、跡地にテニスコート6面が完成した。

#### 下宿
受験直前の高校3年生は寮生活が相応しくないとして、全員が学校近辺の指定下宿で暮らす。なお高2以下でも寮の抽選に溢れた生徒や希望者は下宿に住むが、希望者は殆ど高校生であった。

## 対外関係

### 姉妹校・兄弟校
- 函館ラ・サール中学校・高等学校（北海道函館市）
  - 本校と同じ母体であるラ・サール会が開校（高校は1960年（昭和35年）、中学は1999年（平成11年））。同校とは合同ラグビー試合や同窓会の合同実施、修道士の派遣などの交流がある。

### 関連施設

#### 児童養護施設
- ラ・サール・ホーム（宮城県仙台市宮城野区）- ラ・サール会が1948年（昭和23年）に設立。

#### 学生寮
- ラ・サール・ハウス（東京都渋谷区上原と日野市）- 現在は閉鎖されている。出身者に第22代NHK会長の上田良一（本校OB）がいる。

## 本校を舞台にした作品
- 『ネバーランド』 - 恩田陸の小説、およびこれを舞台にしたテレビドラマ。公式にはモデルは明らかにされていないが、この作品の設定である「全国有数の有名私立男子校進学校」「寮がある」「九州」「南国」という特徴をすべて持つ高校は本校に絞られる。
- 『若者たちはいま』第16回「全寮生中学日記 -鹿児島ラ・サール学園-」 - 1976年1月25日および1976年2月6日にNHK総合テレビで放送されたドキュメンタリー番組。

## 関連書籍
- 『秀才男子を育てる！ラ・サール学園「寮めしレシピ」』（集英社）
- 『パブリック・スクールと日本の名門校―なぜ彼らはトップであり続けるのか』（平凡社新書）